# Campeonato de España de Ciclismo en Ruta 1942
El XLI Campeonato de España de Ciclismo en Ruta se disputó en Madrid el 24 de julio de 1942 sobre un recorrido de 150 kilómetros con seis vueltas al circuito de la Cuesta de Las Perdices en formato de contrarreloj.   
El ganador fue el corredor Julián Berrendero se impuso en la prueba por tan solo cinco segundos de ventaja sobre el segundo clasificado, Antonio Sancho. Diego Cháfer completó el podio. Este es el primer triunfo de Berrendero de los tres que conseguiría de forma consecutiva.

## Clasificación final
| Pos. | Ciclista          | Equipo       | Tiempo    |
| ---- | ----------------- | ------------ | --------- |
| 1.   | Julián Berrendero | CF Barcelona | 4h 00'29" |
| 2.   | Antonio Sancho    | CF Barcelona | a 5"      |
| 3.   | Diego Cháfer      | CF Barcelona | a 8'05"   |
| 4.   | Joaquín Olmos     | CF Barcelona | a 16'12"  |
| 5.   | Vicente Trueba    | CF Barcelona | a 17'29"  |
| 6.   | Vicente Carretero | Individual   | a 21'44"  |
| -    | Federico Ezquerra | -            | s.c.      |
| -    | José Jabardo      | -            | s.c.      |
| -    | Antonio Martín    | -            | s.c.      |
| -    | Juan Gimeno       | -            | s.c.      |
| -    | Delio Rodríguez   | -            | s.c.      |